# Nottawasaga River
Nottawasaga River är ett vattendrag i Kanada.   Det ligger i provinsen Ontario, i den sydöstra delen av landet, 400 km väster om huvudstaden Ottawa. Nottawasaga River ligger vid sjön Marl Lake.
Omgivningarna runt Nottawasaga River är en mosaik av jordbruksmark och naturlig växtlighet. Runt Nottawasaga River är det ganska glesbefolkat, med 34 invånare per kvadratkilometer.